# Luděk Pik
Luděk Pik (18. května 1876 Praha – 19. dubna 1948 Plzeň) byl československý politik, novinář, meziválečný poslanec Národního shromáždění za Československou sociálně demokratickou stranu dělnickou a dlouholetý starosta Plzně.

## Biografie
Politicky aktivní byl již za Rakouska-Uherska. Od roku 1901 byl redaktorem plzeňského sociálnědemokratického listu Nová doba. Ve volbách do Říšské rady roku 1907 se stal poslancem Říšské rady (celostátní parlament), kam byl zvolen za okrsek Čechy 053. Usedl do poslanecké frakce Klub českých sociálních demokratů. Opětovně byl zvolen za týž obvod i ve volbách do Říšské rady roku 1911 a ve vídeňském parlamentu setrval do zániku monarchie.
Koncem první světové války patřil v rámci sociálnědemokratické strany spolu s Gustavem Habrmanem či Rudolfem Bechyně k takzvané národní opozici, která akcentovala český národní a státoprávní zájem. Na konci září 1917 byl Pik kooptován do ústředního výkonného výboru strany.
Po vzniku Československa pokračoval v politických aktivitách. V letech 1919–1938 byl starostou Plzně. Působil i na celostátní úrovni. Ve 20. letech byl tajemníkem představenstva strany a ve vedení sociální demokracie byl zastoupen ještě v roce 1937. Byl hlavní postavou strany na Plzeňsku, kde měla sociální demokracie mimořádně silnou pozici v rámci politického spektra.
V letech 1918–1920 zasedal v československém Revolučním národním shromáždění. V parlamentních volbách v roce 1920 získal poslanecké křeslo v Národním shromáždění. Mandát v parlamentních volbách v roce 1925 obhájil a do parlamentu se dostal i po parlamentních volbách v roce 1929 a opět po parlamentních volbách v roce 1935. Poslanecký post si oficiálně podržel do zániku parlamentu (a Československa) v březnu 1939, přičemž krátce předtím, koncem roku 1938, přestoupil do klubu nově zřízené Národní strany práce.
Ve 20. letech se uvádí jako redaktor Nové Doby v Plzni, starosta Plzně, předseda lidového a stavebního družstva a místopředseda Západočeské lidové záložny v Plzni. Podle údajů z roku 1935 byl profesí redaktorem a starostou města Plzeň.

Během pomnichovské druhé republiky byl na nátlak Strany národní jednoty donucen k odchodu z funkce plzeňského starosty. Během druhé světové války bydlel na zámku v Hradišti u Blovic. Po osvobození se již výrazněji politicky neangažoval, tentokrát na nátlak komunistů.

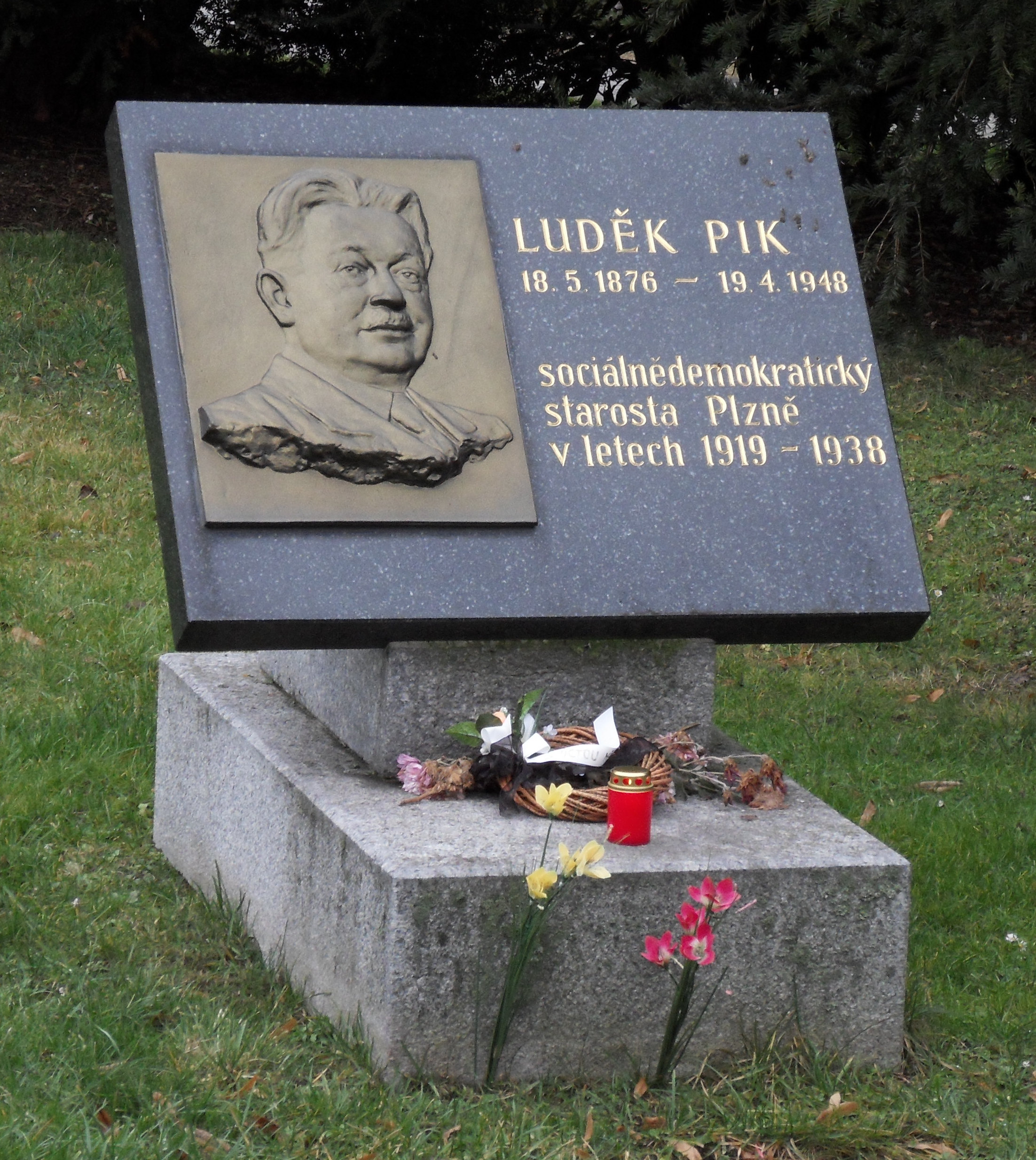
Hrob Luďka Pika

Zemřel v dubnu 1948, pohřben je na plzeňském ústředním hřbitově.
Jeho jménem byla pojmenována ulice v plzeňské čtvrti Plzeň-Bory (ulice Luďka Pika) a Gymnázium Luďka Pika. V roce 2016 mu byla prezidentem Milošem Zemanem udělena in memoriam Medaile Za zásluhy.